# Reinhard Dietze
Reinhard Dietze (* 18. August 1954 in Eichen; † 9. Juni 2007 in Rodgau) war ein deutscher Turner, Einradfahrer und Diplom-Sportlehrer. Seit 1987 war er für den Deutschen Olympischen Sportbund im Bundesausschuss-Leistungssport als Referent im Arbeitsfeld "Sportmedizin und Physiotherapie" tätig. Zudem war er Trainer und Turner des hessischen Bundesligavereins Spvgg Weiskirchen und Mitglied der weltweit auftretenden Show-Turngruppe "Los Barros".

## Leben
Reinhard Dietze besuchte von 1961 bis 1965 die Volksschule in Eichen. Von 1965 bis 1970 war er am Fürst-Johann-Moritz-Gymnasium in Weidenau, danach am Gymnasium am Löhrtor in Siegen. Dort legte er 1974 das Abitur ab. Nach 18 Monaten Bundeswehr (in der Sportfördergruppe der Bundeswehr in Mainz) begann er das Studium zum Diplom-Sportlehrer an der Johannes-Gutenberg-Universität in Mainz. Seine Diplom-Prüfung legte er dort 1981 ab. Reinhard Dietze war verheiratet und der Vater von Stefanie Dietze und Felix Dietze, die als Einradfahrer Titel bei Deutschen Meisterschaften und bei Weltmeisterschaften erringen konnten.

## Karriere als Turner
Reinhard Dietze, der seit den 1960er Jahren dem TV Eichen 1888, seit der Gründung im Jahre 1973 der Siegerländer Kunstturnvereinigung und später dann dem TSV Dudenhofen angehörte, zählte insbesondere in den 1970er Jahren zu den Spitzenturnern der Bundesrepublik Deutschland. Sein erfolgreichste Jahr war das Jahr 1976. Er wurde Deutscher Meister am  Barren und nahm an den Olympischen Sommerspielen in Montréal teil. Dort belegte er mit der Mannschaft den 5. Platz. 1977 nahm er an den Europameisterschaften in Vilnius teil, 1978 und 1979 an den Weltmeisterschaften in Straßburg und in Fort Worth. 1979 holte er zudem mit der Siegerländer Kunstturnvereinigung den Titel des Deutschen Mannschaftsmeisters.
Nach dem Ende seiner Karriere blieb Dietze seiner Sportart treu und nahm siegreich an zahlreichen Deutschen Turnfesten und Deutschen Seniorenmeisterschaften teil. Seit 1990 war er in seinen Disziplinen stets Turnfestsieger und seit 2000 fünfmal hintereinander Deutscher Seniorenmeister, zuletzt, obwohl schon von seiner Krankheit (Darmkrebs) gezeichnet, 2005 in Berlin. Darüber hinaus siegte Dietze beim Jahnturnen in Freyburg (Unstrut) und gewann fünfmal das Hallenturnfest in Meißen. Daneben holte er für den TSV Dudenhofen einige Deutsche Meistertitel im Einradfahren.